# بروميد فينيل المغنيسيوم
بروميد فينيل المغنيسيوم هو مركب عضوي فلزي للمغنيسيوم صيغته C6H5MgBr، وهو ينتمي إلى مجموعة كواشف غرينيار.

## التحضير
يحضر المركب من تفاعل بروموبنزين (بروم البنزين) مع فلز المغنيسيوم في وسط من ثنائي إيثيل الإيثر الجاف، وبوجود كميات صغيرة من اليود لتحفيز التفاعل.

## الخواص
يعد بروميد فينيل المغنيسيوم من الكواشف المحبة للنواة (النكليوفيلية) القوية. عادة ما تتثبت البنية بتشكيل معقد مع الإيثر. 

## الاستخدامات
مثلما هو الحال مع كواشف غرينيار، فإن هذا المركب يستخدم في الاصطناع العضوي لتحضير المركبات العضوية الأخرى وفق آلية استبدال محب للنواة. من التفاعلات النمطية له تفاعله مع مجموعة الكربونيل في الكينونات والألدهيدات.